# Associazione Calcio Gozzano
La Associazione Calcio Gozzano es un club de fútbol de Italia, con sede en Gozzano, en Piamonte. Fue fundado en 1921 y refundado en 1937. Compite en la Serie D, cuarta categoría del fútbol italiano.

## Historia

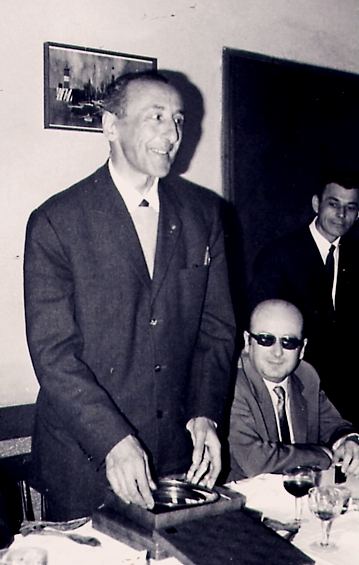
El marqués Alfredo d'Albertas, presidente del Gozzano durante varios años. El estadio lleva su nombre.

Fue fundado en 1921 en la ciudad de Gozzano de la región de Piamonte de la provincia de Novara con el nombre  Club Sportivo Juventus, aunque fue hasta 1924 que se afilia a la Federación Italiana de Fútbol, donde estuvo activo hasta 1940 a causa de la Segunda Guerra Mundial.
En 1945 vuelve a afiliarse a la Federación Italiana de Fútbol y en 1979 logra el ascenso a la serie D por primera vez en su historia, aunque su permanencia en la cuarta división fue de solo una temporada luego de descender. En 2011 regresa a la serie D, donde esta vez estuvo por tres temporadas hasta que descendió en 2014.
Un año después regresa a la cuarta división, liga en la que estuvo por tres temporadas hasta que en 2018 logra el ascenso a la Serie C por primera vez en su historia.

## Estadio

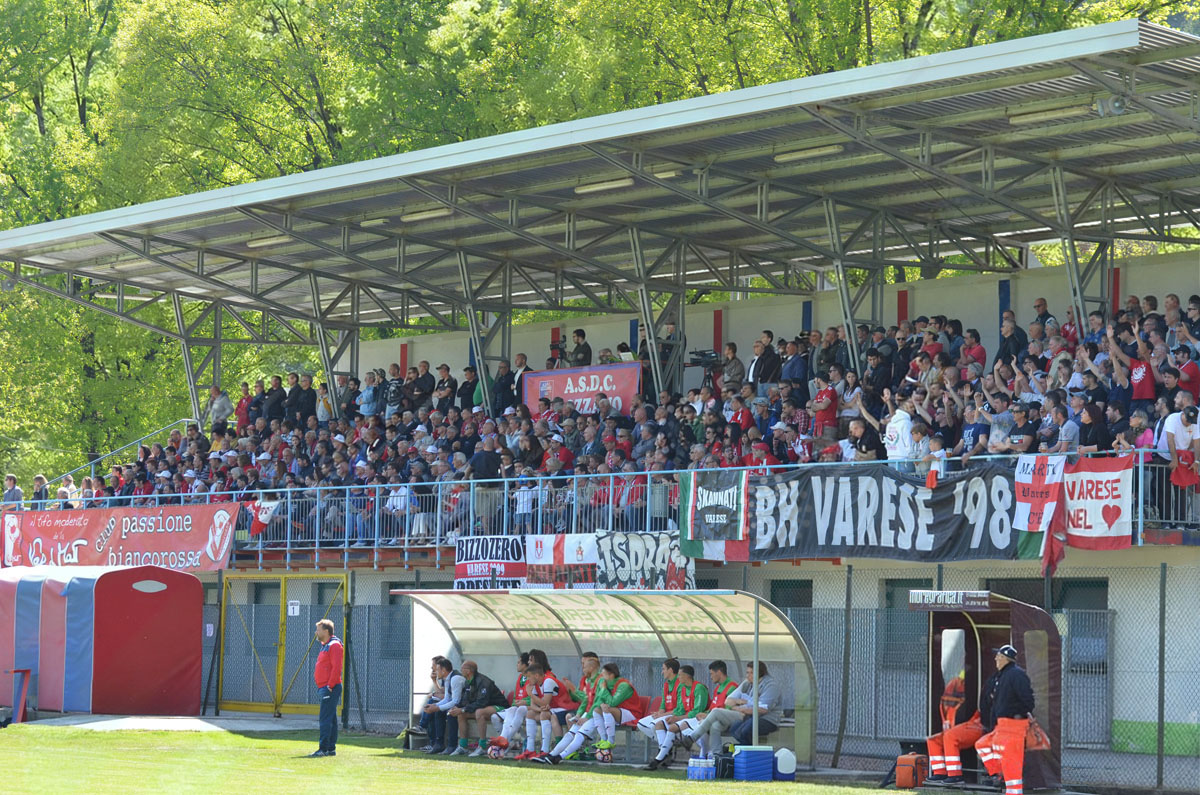
Estadio d'Albertas Gozzano.

El Gozzano juega sus encuentros de local en el Estadio Alfredo d'Albertas.

## Palmarés

### Torneos interregionales
- Serie D (2): 2017-18 (Grupo A), 2020-21 (Grupo A)

### Torneos regionales
- Eccellenza Piemonte-Valle d'Aosta (2): 2010-11 (Grupo A), 2014-15 (Grupo A)
- Promozione Piemonte-Valle d'Aosta (2): 1978-79 (Grupo A), 2003-04 (Grupo A)
- Coppa Italia de Aficionados Piemonte-Valle d'Aosta (1): 2014-15
- Prima Divisione Piemonte-Valle d'Aosta (3): 1945-46 (Grupo A), 1951-52 (Grupo A), 1956-57 (Grupo A)
- Prima Categoria Piemonte-Valle d'Aosta (1): 1998-99 (Grupo A)
- Seconda Categoria Piemonte-Valle d'Aosta (1): 1969-70 (Grupo A)
- Terza Categoria Novara (1): 1967-68